# AIM-4 Falcon
Lo Hughes AIM-4 Falcon fu il primo missile aria-aria operativo dell'United States Air Force.

## Storia
Lo sviluppo di un missile guidato aria-aria iniziò nel 1946 quando la Hughes Aircraft vinse l'appalto per un missile subsonico il cui progetto era sotto il nome di MX-798, che portò al supersonico MX-904 nel 1947. Il proposito originale di quest'arma si basava sull'autodifesa per gli aeroplani da bombardamento, ma dopo il 1950 si decise che invece sarebbe stato impiegato come arma principale nei caccia intercettori.

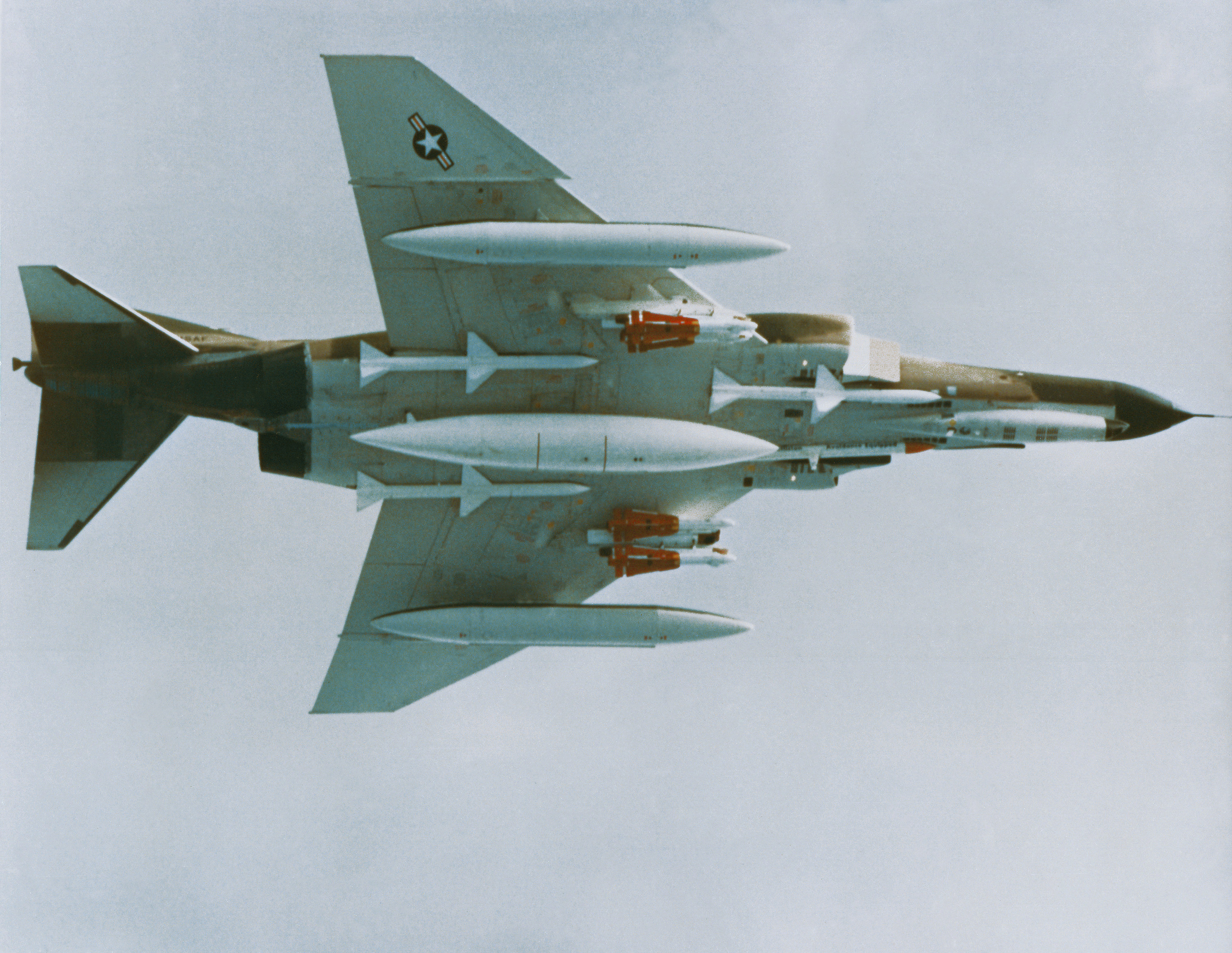
4 Falcon (colorati di arancione) installati in un F-4E Phantom II

I primi collaudi iniziarono nel 1949 quando il progetto venne designato come AAM-A-2 o meglio battezzato come Falcon. Il Falcon fu anche denominato F-98 nel 1951, seguendo una moda passeggera di dare nomi simili a quelli degli aeroplani, ma nel 1955 fu nuovamente ribattezzato come GAR-1.

I primi modelli di GAR-1 e GAR-2 entrarono in servizio nel 1956 a bordo del Northrop F-89 Scorpion, del McDonnell F-101B Voodoo e del Convair F-102 Delta Dagger. Furono prodotti circa 4 000 esemplari del GAR-1. ed in seguito venne rimpiazzato dal GAR-1D (denominato successivamente AIM-4A). Di questa variante furono prodotti circa 12 000 esemplari, il numero più grande del modello Falcon con SARH.

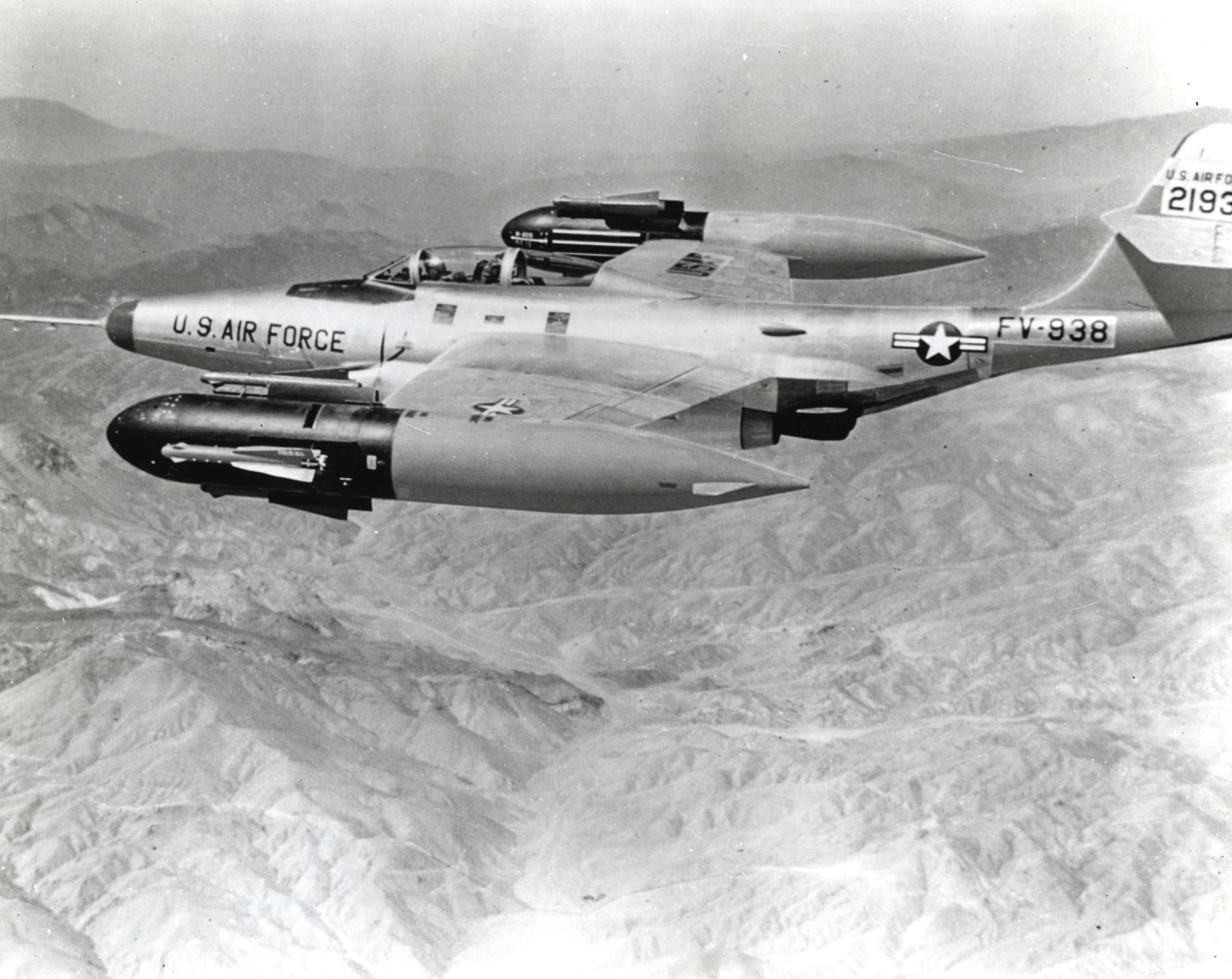
Un F-89 Scorpion con un Falcon montato nell'estremità dell'ala

Il GAR-2 (chiamato poi AIM-4B) era un'arma a ricerca di calore e usava infrarossi anziché il SARH, ed aveva così il vantaggio di essere un'arma "fire and forget" ("spara e dimentica"), in quanto non era necessaria assistenza da parte dell'aereo che lo lanciava. Come accadeva nell'Unione Sovietica, era frequente l'uso di entrambi i tipi di arma, in modo da aumentare la possibilità di abbattere il nemico: l'arma a ricerca di calore veniva lanciata per prima, poi veniva un missile a guida radar. Venne poi il modello GAR-2A (noto anche come AIM-4C), il quale possedeva un modulo di ricerca di calore più efficiente.

In totale furono prodotti 26 000 missili a ricerca di calore.

Nel 1958 la Hughes introdusse una versione leggermente più grande del Falcon, denominata inizialmente GAR-3 Super Falcon, da cui venne estrapolato il successivo GAR-3A (AIM-4F) con un nuovo motore. L'equivalente del GAR-3, ma dotato di infrarossi, era denominato GAR-4A (AIM-4G).

Furono prodotti circa 2 700 missili a guida radar e 3 400 a ricerca di calore.
La denominazione di AIM-4 giunse nel settembre 1963 dopo che furono create le versioni GAR-5 e GAR-6, i futuri AIM-26 Falcon. Una versione a lungo raggio fu creata per due aerei, l'XF-108 Rapier ed il Lockheed YF-12 con il codice GAR-9 (successivamente AIM-47 Falcon).

Dati gli insuccessi conseguiti nella guerra del Vietnam, i progettisti della Huges crearono, nel 1970, un prototipo chiamato XAIM-4H dotato di un innesco di prossimità e di una carica esplosiva aumentata, ma non si raggiunse mai la produzione.

### Impiego operativo

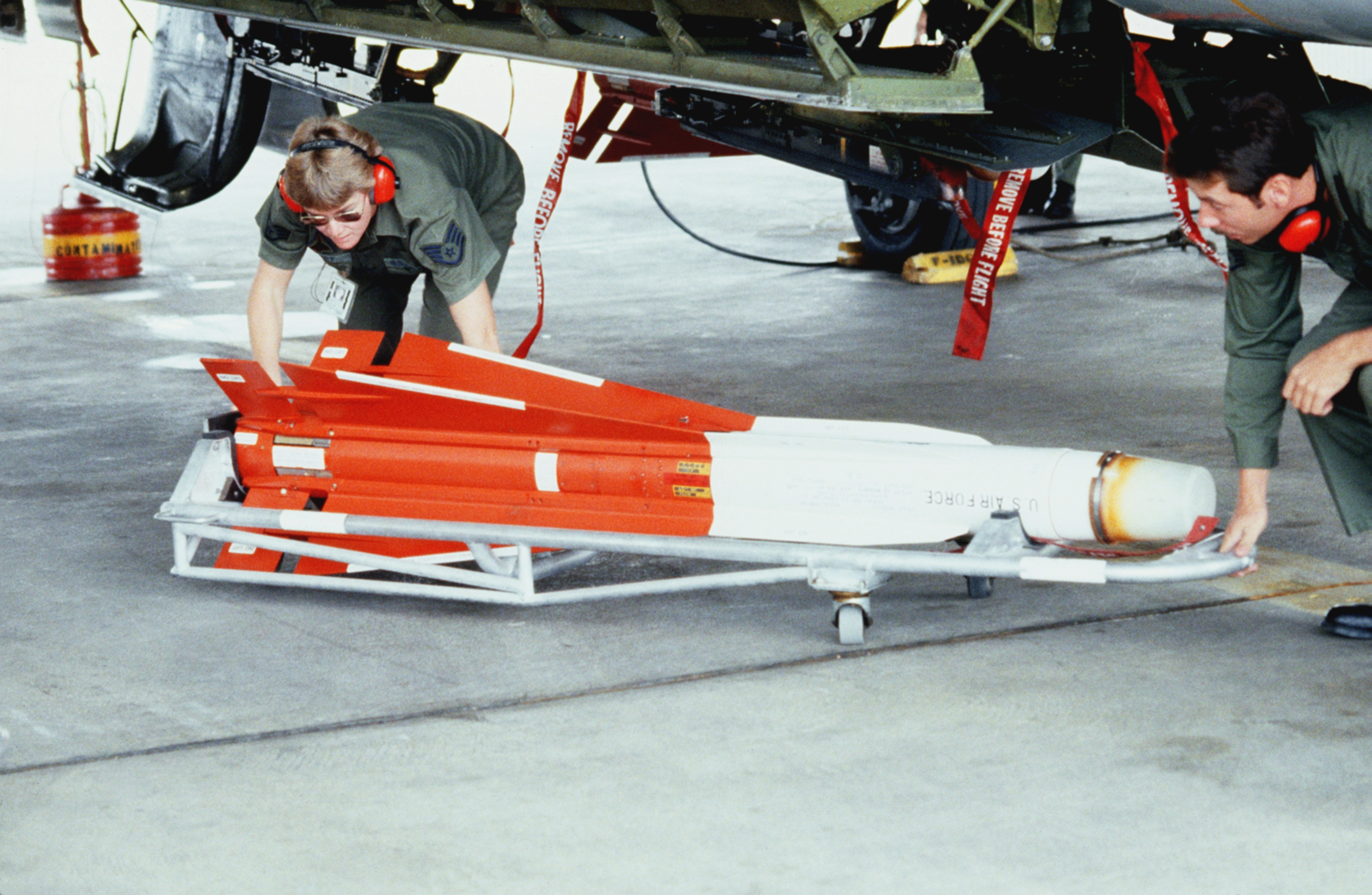
Un AIM-4 appena rimosso da un aereo

L'USAF iniziò ad usare quest'arma nella guerra del Vietnam sui caccia F-4D Phantom. Le sue performance in combattimento furono particolarmente scarse a causa degli alti tempi di raffreddamento del dispositivo di ricerca (dai 6 ai 7 secondi prima di diventare operativo), una riserva di refrigerante limitata che quando si esauriva rendeva inutilizzabile il missile, carica esplosiva insufficiente e mancanza di innesco con sensore di prossimità.

Dopo questi insuccessi fu ritirato nel 1969 per essere rimpiazzato dal superiore AIM-9 Sidewinder.
Le varianti AIM-4F/4G Super Falcon rimasero in uso nell'USAF e nella Air National Guard, principalmente sugli F-102 Delta Dagger e sui F-106 Delta Dart fino a quando la serie completa fu ritirara nel 1988.
L'AIM-4C fu anche prodotto per le forze aeree svizzere con il nome in codice HM-58, e venne equipaggiato sui Mirage IIIS e dalle forze aeree svedesi nel Saab Draken e nel Saab Viggen.

## Caratteristiche tecniche
Tutti i primi modelli di Falcon possedevano una piccola carica esplosiva (3,4 kg), la quale limitava il loro raggio letale. Un altro fattore limitante era l'assenza di un sensore di prossimità nell'innesco della carica: i sensori erano localizzati nelle ali e pertanto era necessario un colpo diretto per farlo detonare; inoltre i primi motori abbastanza potenti da permettere il lancio del Falcon da caccia supersonici vennero montati solamente nella versione F-98A, quindi si giunse, nella versione GAR-1, al motore Thiokol M58. Questa variante aveva un dispositivo di puntamento radar semi-attivo (SARH), il quale forniva un raggio operativo di circa 8 km.

Il successivo GAR-1D aveva superfici di controllo più ampie e quindi una maggiore manovrabilità.
Il GAR-2 differiva invece dal GAR-1 per il sistema di guida ad infrarossi al posto del SARH, era circa 40 mm più lungo e 7 kg più pesante del modello a guida radar, mentre il raggio operativo era circa lo stesso.

La successiva versione GAR-3 aveva un motore più potente (il Thiokol M46) che garantiva maggiore velocità e raggio operativo, una carica esplosiva più grande (13 kg). ed un sistema di guida migliore.
Nel GAR-2B il telaio era derivato dalle prime versioni del GAR-1/GAR-2 ed il modulo a ricerca di calore era una versione migliorata di quelli installati nel GAR-4A.